# Il cavaliere dalla stella d'oro
Il cavaliere dalla stella d'oro (Kavalier zolotoj zvezdy) è un film del 1951 diretto da Julij Rajzman.

## Riconoscimenti
- 1951 - Festival internazionale del cinema di Karlovy Vary
  - Globo di Cristallo